# Ari Nyman
Ari Nyman est un footballeur finlandais né le 7 février 1984 à Turku.

## Carrière
- 2000-2006 : Inter Turku  Finlande
- 2006-2009 : FC Thoune  Suisse
- 2009- : Inter Turku  Finlande[1],[2]

## Palmarès
Vierge